# Брюс, Венди
Венди Брюс (род. 23 марта 1973 года) — бывшая гимнастка из США. В 1989 году выступала в составе американской команды по спортивной гимнастике на Чемпионате мира в Штутгарте, Германия, в 1992 году выступала на летних Олимпийских Играх в Барселоне, Испания.

## Биография
Венди Брюс родилась 23 марта 1973 года в городе Плейнвью, штат Техас, США. Окончила колледж Seminole Community College.
Венди замужем, имеет двоих детей. Кроме того, является тренером по спортивной гимнастике.

## Спортивные достижения
В 1989 году на чемпионате мира Венди Брюс заняла одиннадцатое место в индивидуальном многоборье, при этом женская команда США заняла четвёртое место.
На Олимпийских играх 1992 года женская команда США с её участием завоевала бронзовую медаль, которая стала первой американской командной медалью, завоёванной на Олимпийских играх.

## Выступление на Олимпиадах
| Олимпиада      | Дисциплина           | Место              |
| -------------- | -------------------- | ------------------ |
| Барселона 1992 | Личное многоборье    | 28 (квалификация)  |
| Барселона 1992 | Командное многоборье | 3                  |
| Барселона 1992 | Вольные упражнения   | 42 (квалификация)  |
| Барселона 1992 | Опорный прыжок       | 11 (квалификация)  |
| Барселона 1992 | Разновысокие брусья  | 30T (квалификация) |
| Барселона 1992 | Бревно               | 33 (квалификация)  |